# Alforsite
L'alforsite è un minerale appartenente al gruppo dell'apatite.